# Valentí Serra de Manresa

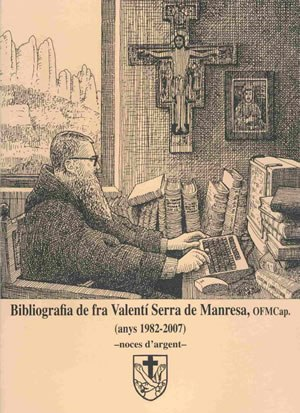
Portada de la Bibliografía de Fray Valentí Serra de Manresa

Valentí Serra i Fornell (Manresa, Barcelona, 1959) es un religioso capuchino y sacerdote español, cuyo nombre religioso es Valentí Serra de Manresa. 

## Biografía
Nacido en el seno de una familia catalana tradicional de payeses y ganaderos, ingresó en los capuchinos en el año 1980 y profesó en la Regla de san Francisco (30 de octubre de 1982). Acabada la formación inicial recibió la ordenación sacerdotal el 31 de mayo de 1987 en el convento de capuchinos de Arenys de Mar. Después pasó al convento de los Capuchinos de Sarriá, donde reside actualmente. Se doctoró en Historia en la Universidad de Barcelona en 1995.
Colaborador científico de la Facultad de Teología de Cataluña (2007), forma parte, a su vez, del Claustro de Doctores de la Universidad de Barcelona (1997). Desde el año 1987 es el archivero provincial de los capuchinos y director de la Biblioteca Hispano-Capuchina. Es corresponsal en Barcelona de la Revue d'Histoire Ecclésiastique (Universidad Católica de Lovaina) y miembro del consejo de redacción de la revista Analecta Sacra Tarraconensia (Balmesiana). Fue también redactor de la revista de crítica bibliográfica Índice Histórico Español entre 1991 y 2013, fundada en el año 1953 por Jaime Vicens Vives y editada por el "Centro de Estudios Históricos Internacionales". Colabora asiduamente con el semanario Catalunya Cristiana (Cataluña Cristiana). Desde 2015 colabora en la redacción del popular Calendario Religioso, Astronómico y literario por Fray Ramón, ermitaño de los Pirineos.  Tiene también la sección Cuina de convent (Cocina de convento) en el periódico El Jardí de Sant Gervasi i Sarrià. Desde 2017 tiene el programa Remeis de l’Ermità (Remedios del Ermitaño) en la emisora Fes ta Festa.

## Tarea investigadora
Ha investigado con metodología crítica la historia institucional de los frailes menores capuchinos de Cataluña desde el advenimiento borbónico (1700) hasta el estallido de la Guerra Civil (1936); la de les clarisas-capuchinas desde su fundación en nuestras tierras (1599) hasta el final de la Guerra civil española (1939). También ha estudiado la evolución del laicado franciscano vinculado a los capuchinos en el período contemporáneo (1883-1957) y la historia misionera de los capuchinos catalanes en ultramar (1680-1989); investigaciones que ocupan nueve volúmenes de la Colectánea San Paciano que edita la Facultad de Teología de Cataluña. Actualmente investiga la aportación de los capuchinos catalanes a la tradición popular y religiosa de Cataluña: el pesebrismo y las devociones populares; la cocina conventual y las hierbas medicinales; la horticultura y jardinería de los frailes.
El resto de obras, las colaboraciones en obras colectivas, prólogos, artículos científicos y de divulgación e incluso, participación en congresos entre 1982 y 2007 se encuentran recogidos en la obra Bibliografia de fra Valentí Serra de Manresa, OFMCap. (anys 1982-2007). Noces d'argent (en catalán), a cargo del Dr. Joan Ferrer i Costa y de Núria Ferret i Canale O.Virg. (Barcelona 2007).

## Publicaciones principales
- Els caputxins de Catalunya, de l'adveniment borbònic a la invasió napoleònica: vida quotidiana i institucional, actituds, mentalitat, cultura (1700-1814), Barcelona, 1996. (en catalán)
- Els framenors caputxins a la Catalunya del segle XIX. Represa conventual, exclaustracions i restauració (1814-1900), Barcelona, 1998. (en catalán)
- La Província de framenors caputxins de Catalunya: de la restauració provincial a l'esclat de la guerra civil (1900-1936), Barcelona, 2000. (en catalán)
- Les clarisses-caputxines a Catalunya i Mallorca: de la fundació a la guerra civil (1599-1939), Barcelona, 2002. (en catalán)
- El Terç Orde dels Caputxins. Aportacions del laïcat franciscà a la història contemporània de Catalunya (1883-1957), Barcelona, 2004. (en catalán)
- Tres segles de vida missionera: la projecció pastoral "ad gentes" dels framenors caputxins de Catalunya (1680-1989), Barcelona, 2006. (en catalán)
- El cardenal Vives i l'Església del seu temps, Museu-Arxiu Vives i Tutó, Sant Andreu de Llavaneres, 2007. (en catalán)
- Aportació dels framenors caputxins a la cultura catalana: des de la fundació a la guerra civil (1578-1936), Barcelona, Facultat de Teologia de Catalunya, 2008 (Col·lectània Sant Pacià, 92). (en catalán)
- Els caputxins i el pessebre, Barcelona, El Bou i la Mula, 2009. (en catalán)
- Cuina caputxina. Les pitances dels frares, Barcelona, Ed. Mediterrània, 2010. 2 ediciones. (en catalán)
- Pompeia. Orígens històrics d'un projecte agosarat, Barcelona, Ed. Mediterrània, 2010. (en catalán)
- El caputxí Joaquim M. de Llavaneres (1852-1923). Semblança biogràfica i projecció internacional, Sant Andreu de Llavaneres, Museu-Arxiu Vives i Tutó, 2011. (en catalán)
- Els caputxins i les herbes remeieres, Barcelona, Ed. Mediterrània 2011. 5 ediciones. (en catalán)
- La predicació dels framenors caputxins: des de l'arribada a Catalunya al concili Vaticà II (1578-1965), Barcelona, Facultat de Teologia de Catalunya, 2012(Col·lectània Sant Pacià, 100). (en catalán)
- Pócimas de capuchino. Hierbas y recetas conventuales, Barcelona, Editorial Mediterrània, 2013.
- Hortalisses i flors remeieres. Les herbes santes dels caputxins, Barcelona, Editorial Mediterrània, 2014. 2 ediciones. (en catalán)
- Els frares caputxins de Catalunya: de la Segona República a la postguerra (1931-1942), Barcelona, Facultat de Teologia de Catalunya, 2014. (en catalán)
- La parròquia de Sant Joan de la Creu. L’acció pastoral dels caputxins al barri  del Peu del Funicular de Vallvidrera (Barcelona, 1950-2015). Fotografías de Joan Devesa. Prólogo de Conrad J. Martí. Barcelona, Editorial Mediterrània, 2015. (en catalán)
- Cocinar en tiempos de crisis. Recetas frailunas y guisados populares. (Colección El Ermitaño, 1), Barcelona, Ediciones Morera, 2015.
- Cuinar en temps de crisi. Receptes de frare i guisats populars. (Col·lecció l’Ermità, 1), Barcelona, Edicions Morera, 2015. (en catalán)
- La huerta de San Francisco. Horticultura y floricultura capuchina, Barcelona, Editorial Mediterrània. 2016.
- Tornar als remeis de sempre.  Pocions, ungüents i herbes medicinals. (Col·lecció l’Ermità, 4), Barcelona. Edicions Morera, 2017. 4 ediciones. (en catalán)
- El huerto medicinal. Sabiduría capuchina de la A a la Z. Barcelona: Editorial Mediterrània. 2018. 3 ediciones.
- Catazònia. Els caputxins catalans a l'Amazònia. Barcelona: Museu de Cultures. 2018. (en catalán)
- El llibre de la mel. Apicultura popular i plantes mel·liferes (Col·lecció L'Ermità 7). Edicions Morera, Barcelona 2019. (en catalán)
- Cuina pairal i conventual. (Col. Rebost i Cuina, 20). Farell editors. 2019. (en catalán)
- El nostre pessebre. Tradició, història i simbolisme. Barcelona. Edicions Mediterrània. 2019. (en catalán)
- Liturgia cartujana (Fr. Josep Oriol de Barcelona i Fr. Valentí Serra de Manresa, coautors) (Cuadernos Phase, 256). Barcelona. Centre de Pastoral Litúrgica. 2020.
- Entrem dins del pessebre. Un petit univers a les teves mans (Col·lecció L’Ermità, 11). Edicions Morera. Barcelona. 2022.(en catalán)
- Viatge a Terra Santa (1930) pel R. P. Marc de Castellví, caputxí. Jordi Vidal, editor. Introducció de Fra Valentí Serra de Manresa (Documents, 123). Bellaterra. Universitat Autònoma de Barcelona. 2022.(en catalán)
- La volta al món del caputxí Joaquim Maria de Llavaneres (1852-1923). Sant Andreu de Llavaneres. Museu-Arxiu Vives i Tutó. 2023.(en catalán)
- Passió per la Setmana Santa. Festes i tradicions  (Col·lecció  L’Ermità, 13). Edicions Morera. Barcelona. 2023.(en catalán)
- Quatre segles de vida caputxina, 1578-1968. Barcelona: Eds. Morera 2024.(en catalán)
- Missa et mensa. Saboroses pitances i altres secrets de la cuina de convent. Barcelona: Albada Edicions. 2025.(en catalán)

En preparación
- Cuina vegetariana popular. (Col·lecció l’Ermità). Barcelona: Eds Morera.(en catalán)
- La Botica del Ermitaño. Diccionario de plantas medicinales. Edicions Morera. Barcelona.

### Generales
- Web de los capuchinos de Cataluña y Baleares (en catalán).
- Web de la Facultad de Teología de Cataluña (en catalán).
- Web de la Editorial Mediterrània.
- Web de Ràdio Estel (en catalán).
- Web del semanario Catalunya Cristiana (en catalán).

### Biográficos
- Fray Valentí Serra de Manresa en "La Contra" de La Vanguardia.
- La glòria humana (en catalán), artículo sobre fray Valentí Serra de Manresa en La Vanguardia, por Arturo San Agustín.
- Pequeña entrevista en El Periódico de Catalunya.
- Fra Valentí i el coneixement, artículo sobre fray Valentí Serra de Manresa en el diario Ara. (en catalán)
- Entrevista biográfica a fra Valentí en el programa Signes del Temps de TV3 (16-07-2017) (en catalán)

### Investigación
- Presentación del libro Aportació dels framenors caputxins a la cultura catalana: des de la fundació a la guerra civil (1578-1936) (en catalán).
- Artículo en El Punt Avui (08-08-2020) sobre fray Junípero Serra (en catalán).

### Cultura popular
- Disertación sobre el higrómetro conocido como El fraile del tiempo (en catalán)
- "En el pessebre trobem la nostra existència". Catalunya Religió. 01-01-2020. Disertación teológica y existencial sobre los belenes. (en catalán)
- Noticia de la publicación de Missa et mensa. Vilaweb. 30-04-2025. (en catalán)

### Hierbas medicinales
- Presentación del libro Els caputxins i les herbes remeieres (en catalán).
- Manel Fuentes entrevista a fra Valentí Serra de Manresa, autor del libro "Els Caputxins i les herbes remeieres" en Catalunya Ràdio (en catalán).
- "La farmaciola de fra Valentí Serra de Manresa" en Regió 7 (en catalán).
- Fra Valentí Serra hablando de las hierbas medicinales en el programa Espai Terra de TV3 (en catalán).
- Presentación del libro Hortalisses i flors remeieres. Les herbes santes dels caputxins (en catalán).

### Miel
- Presentación del libro El llibre de la mel. Apicultura popular i plantes mel·líferes (en catalán).
- Presentación del libro El llibre de la mel. Apicultura popular i plantes mel·líferes en la TV de Gerona (09-07-2019) (en catalán).

- Datos: Q11922674
- Multimedia: Valentí Serra i Fornell / Q11922674